# Tigran L. Petrosjan
Tigran Levoni Petrosjan (armenisch Տիգրան Լևոնի Պետրոսյան, russisch Тигра́н Лево́нович Петрося́н; * 17. September 1984 in Jerewan) ist ein armenischer Schachgroßmeister.

## Einzelerfolge
Petrosjan erreichte bei der Juniorenweltmeisterschaft 2004 im indischen Kochi den zweiten Platz. Bei der Europameisterschaft 2009 qualifizierte er sich für den Schach-Weltpokal 2009 in Chanty-Mansijsk, scheiterte bei diesem jedoch bereits in der ersten Runde an Georg Meier. 2012 und 2013 gewann Petrosjan die armenische Meisterschaft.
2003 wurde Petrosjan der Titel eines Internationalen Meisters verliehen, nachdem er im September 2002 bei der armenischen Meisterschaft in Jerewan, im November 2002 bei der Jugendweltmeisterschaft U18 in Iraklio sowie im Juli 2003 bei der Meisterschaft der BSCA in Batumi Normen erfüllte. Im Juli 2004 folgte die Ernennung zum Großmeister, hierfür reichte die erwähnte Norm aus Iraklio.

## Nationalmannschaft
Petrosjan nahm mit der armenischen Nationalmannschaft an den Schacholympiaden 2008 in Dresden und 2012 in Istanbul (die er beide mit der Mannschaft gewann), den Mannschaftsweltmeisterschaften 2010 und 2013 und den Mannschaftseuropameisterschaften 2009 (bei der er das zweitbeste Ergebnis der Ersatzspieler erreichte) und 2013 teil.

## Vereine
Petrosjan gewann die armenische Mannschaftsmeisterschaft bei allen fünf Teilnahmen; 2005, 2008 und 2009 spielte er für MIKA Jerewan, 2006 und 2007 für Bank King Jerewan. Mit beiden Vereinen nahm er auch am European Club Cup teil (2006 und 2007 mit Bank King, 2008 bis 2011 mit MIKA), wobei der größte Erfolg der zweite Platz in der Mannschaftswertung 2009 war. Petrosjan spielte außerdem für den ägyptischen Verein Eastern Company Al-Sharkia, mit dem er 2007 die arabische Vereinsmeisterschaft gewann und gleichzeitig das zweitbeste Ergebnis am Spitzenbrett erzielte, sowie für den iranischen Verein Fajr-e-Shams-e-Atieh Teheran, mit dem er 2008 den dritten Platz in der asiatischen Vereinsmeisterschaft erreichte, wobei ihm gleichzeitig das zweitbeste Einzelergebnis am dritten Brett gelang.

## Kontroverse
Petrosjan gewann mit seinem Team Armenia Eagles die Meisterschaft der PRO Chess League 2020. Wenige Tage später wurde er wegen Verletzungen des Fair Play vom Turnierveranstalter chess.com und Verantwortlichen der PRO Chess League disqualifiziert und auf Lebenszeit für chess.com gesperrt. Es waren sowohl das Finalspiel gegen die Saint Louis Arch Bishops als auch das Halbfinalspiel gegen die Canada Chessbrahs betroffen. Einen Nachweis der Verletzung des Fair Play veröffentlichte chess.com nicht. Petrosjan wehrte sich gegen die Vorwürfe. Wesley So, der auf Twitter die Vorwürfe bekräftigte, wurde daraufhin von Petrosjan heftig beschimpft.